# 神姫バス三木営業所

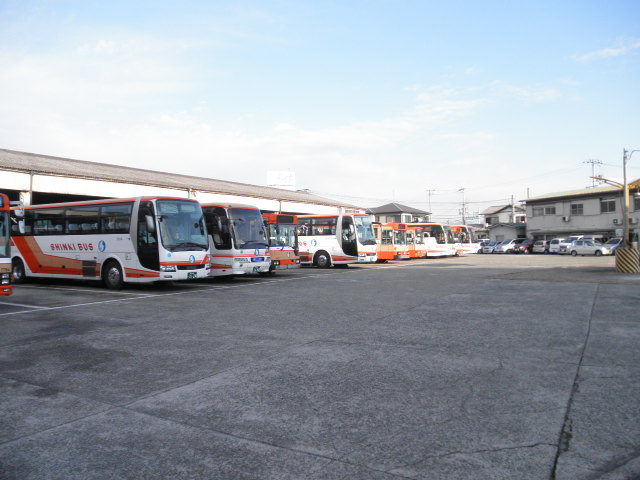
旧・神姫バス三木営業所
2011年2月2日撮影

神姫バス三木営業所（しんきバス みきえいぎょうしょ）は、兵庫県三木市平田にある神姫バスの営業所の一つ。
所属車両に付される略号は「三」。最寄りの停留所名も「三木営業所」である。最寄駅は神戸電鉄大村駅。

## 概要
三木市内に乗り入れる路線をほぼ全て担当するが、一部は子会社の神姫ゾーンバスに管理業務を含め全面的に委託している。
西神営業所の管轄エリアへの出稼ぎ運用も多く、西神中央駅発着の路線も一部担当する。また運用の効率化を図るため、窟屋・淡河・みなぎ台に車庫があり、そのうちみなぎ台の車庫は三田営業所と共用している。 
2015年10月、三木市コミュニティバス「みっきぃバス」、北播磨総合医療センター直通バスの廃止により、両バスの当営業所が委託を受けていた路線は一般路線として運行開始した。
所在地
- 三木営業所 - 兵庫県三木市平田字足田568番地
  - 国道175号（旧道）沿線の旧市街地に位置する。
- 窟屋車庫 - 兵庫県三木市志染町窟屋(神姫ゾーンバス窟屋営業所と共用)
- 淡河車庫 - 兵庫県神戸市北区淡河町淡河（神姫ゾーンバスに委託）
- 美奈木台車庫 - 兵庫県三木市吉川町みなぎ台2丁目34番地
  - 三田営業所と共用。

## 所管路線

### 一般路線
「（※）」を付したものは、神姫ゾーンバスに運行・管理を委託または共同運行している路線。
- 恵比須快速線
  - （神戸空港） - 三宮 - （阪神高速32号新神戸トンネル・阪神高速7号北神戸線） - 栄駅前 - 押部谷駅前 - 緑が丘駅 - 中自由が丘 - 恵比須駅（三木営業所発着便はエビスに停車） - 三木営業所
  - 三宮 -（阪神高速32号新神戸トンネル・阪神高速7号北神戸線）- 栄駅前 - 押部谷駅前 - 緑が丘駅 - 自由が丘中公園
  - 三宮 - （阪神高速32号新神戸トンネル・阪神高速7号北神戸線） - 栄駅前 - 押部谷駅前 - 緑が丘駅 - 三木北高校前 - 青山5丁目
- 三宮 - ネスタリゾート神戸
- 15系統

三田駅 - 道場南口駅 - 神戸北農協前- 中山 - 淡河 - 御坂 - 宿原 - 三木営業所（※）
- 16系統

三木営業所 - 上の丸 - 東条町(三木高校口) - 豊地 - 東条口 - 渡瀬 - 吉川図書館前
- 17系統

三木営業所 - 上の丸 - 東条町(三木高校口) - 豊地 - 東条口 - 渡瀬 - みなぎ台 - (吉川図書館前)
- 30系統

三木営業所 - 三木鉄道記念公園 - 高木 - 厄神駅（三木鉄道代替バス）
- 31系統

恵比須駅 - 三木鉄道記念公園 - 高木 - 厄神駅 （三木鉄道代替バス）
- 32系統

三木営業所 → 高木 → ともえ中央公園前 →三木工業団地 → 別所小学校前
ともえ中央公園前 →三木工業団地 → 別所小学校前 → 高木 → 三木営業所(※)
- 50系統

三木営業所 - 恵比須駅 - 志染駅 - 緑が丘駅 - 青山５丁目 - ネスタリゾート神戸 - 大二谷 - 米田公民館 - 健康福祉センター(よかたん)（※）
- 木曜日は三木営業所、日曜日は神姫ゾーンバスが担当している。

- 61系統(月水運行)

市役所前 - 恵比須駅 - 三木営業所 - 鳥町 - 正法寺前 - 石野（下石野公民館前）
- 62系統(火金運行)

三木営業所 - 市役所前 - (小林→) - (←小林平成館前) - しゅうらく苑前 - 相野
- 63系統

朝日ヶ丘 - 三木営業所 - 恵比須駅 - 市役所前（※）
- 64系統(休日運行)

三木営業所 - 東条町 - 細川町公民館 - 大二谷（※）
- 76系統(休日運行)

恵比須駅 → 市役所前 → 森林公園 → 三木ホースランドパーク → 道の駅みき → 朝日ヶ丘 → 恵比須駅（右回りルート）
- 77系統(休日運行)

恵比須駅 → 朝日ヶ丘 → 道の駅みき → 三木ホースランドパーク → 森林公園 → 市役所前 → 恵比須駅（左回りルート）
- 82系統

西神中央駅（5番のりば） - 高塚高校前 - 養田 - 田井北口 - 山西 - 福有橋 - 三木営業所

#### 北播磨総合医療センター発着路線

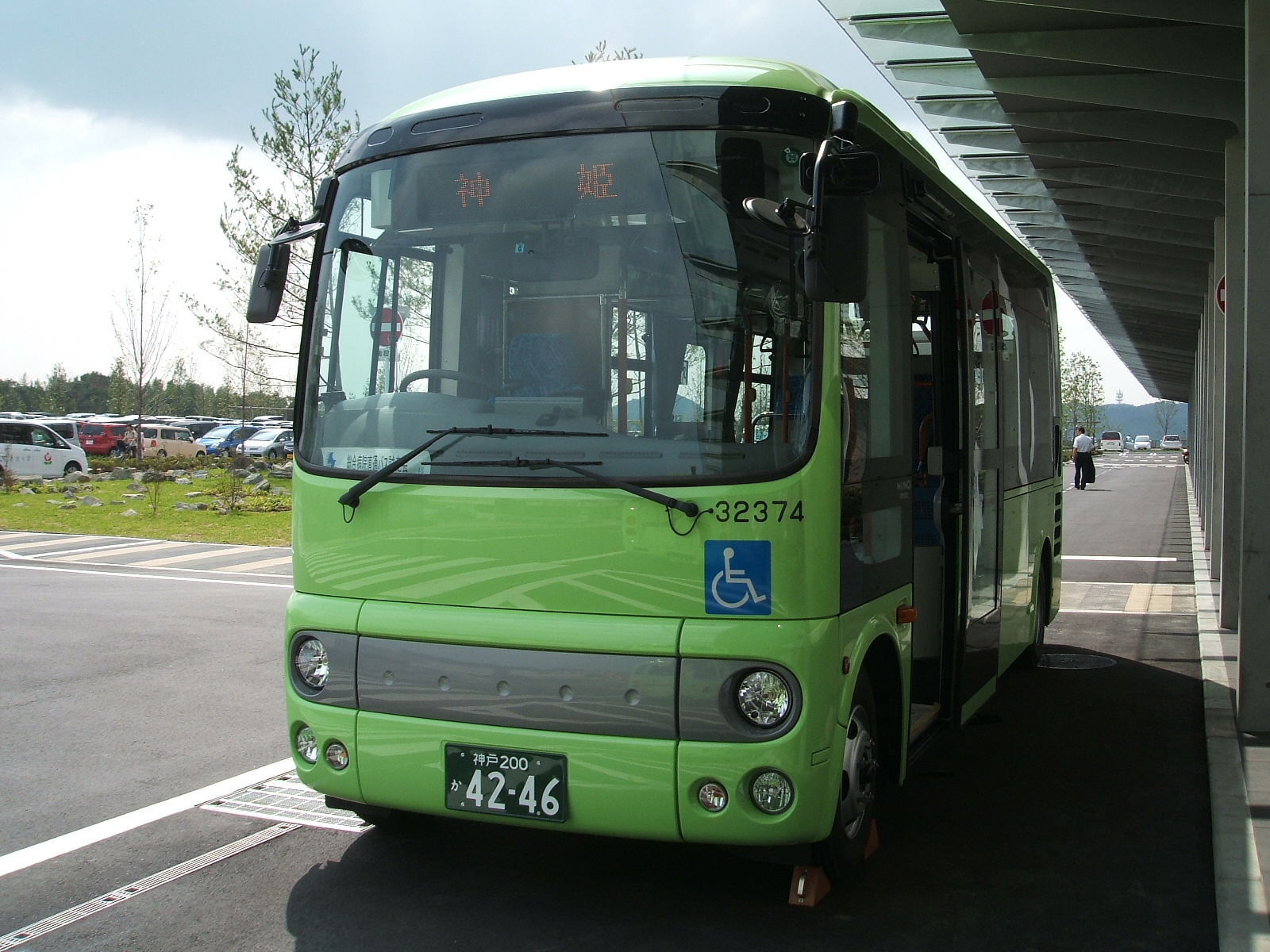
医療センター発着路線の一部の系統で使用している車両。

101系統から109系統までの路線は、2015年9月まで直通バスの路線として運行されていた。
すべて平日のみ運行。
- 101系統

朝日ヶ丘 - 高木御旅所前 - 鳥町 - 北播磨総合医療センター (※)
- 102系統

自由が丘本町 - 市役所前 - 高木 - 別所町公民館 - 下石野公民館 - 北播磨総合医療センター
- 北播磨医療センターを含まない区間のみでの乗車不可。

- 107系統

大二谷 - 細川町公民館(豊地) - 東条口 - 三木営業所 - 北播磨総合医療センター（※）(1便のみ委託でなく、この便のみ豊地を経由)
- 108系統

戸田東口 - 上の丸 - 三木営業所 - 北播磨総合医療センター (※)
- 115系統

三田駅 - 道場南口駅 - 淡河 - 三木営業所 - 北播磨総合医療センター（※）
- 117系統

(吉川図書館前) - みなぎ台 - 渡瀬 - 東条口 - 豊地 - 東条町(三木高校口) - 上の丸 - 三木営業所 - 北播磨総合医療センター

### 共同運行
西神中央駅発着の路線は全て西神営業所などと共同運行で、43系統は「7番のりば」、82系統は「5番のりば」から発車する。
- 系統番号なし（社営業所・ウイング神姫）

社(車庫前) -（滝野社インター）- 滝野 - 野村(西脇市駅前) - 西脇(アピカ前)
- 36系統（社営業所）

明石駅（南3番のりば） - （→らぽす前） - 明石郵便局前 - 国道西新町 - 硯町 - 和坂1丁目 - 変電所前 - 吉田 - 玉津曙 - （→玉津曙北） - 王塚台7丁目 - 出合橋 - 西区役所前 - 玉津インター前 - 平野八幡神社前 - 平野小学校前 - 田井北口 - 山西 - 福有橋 - 三木営業所 - 市場 - 小野本町一丁目 - 小野 - 敷地 - 社
- 43・44系統（明石営業所・西神営業所・大久保出張所）

明石駅（南3番のりば） - （→らぽす前） - 明石郵便局前 - 国道西新町 - 硯町 - 和坂1丁目 - 変電所前 - 吉田 - 玉津曙 - （→玉津曙北） - 王塚台7丁目 - 出合橋 - 西区役所前 - 玉津インター前 - 平野八幡神社前 - 芝崎(環境西事業所前) - 春日台4丁目 - かすがプラザ前 - 春日台3丁目 - 春日台2丁目 - 美賀多台4丁目 - 美賀多台3丁目 - 美賀多台2丁目 - 西神中央駅（7番のりば）
- 81系統(神姫ゾーンバス)

西神中央駅 - 狩場台5丁目 - 高和 - 富士見が丘4丁目 - 緑が丘駅 - 三木北高校前 - 青山5丁目

### 過去の運行
- 38系統

神戸駅 - 白川台 - 押部谷（栄）
- 押部谷（栄）まで乗り入れるのは、午前中の1往復のみで、それ以外は神戸駅～白川台の運行となる。以前はワンロマ車が使われていたが、排ガス規制の関係や経年劣化もあり、2010年頃からワンステップバスに変更された。ながらく系統番号は付与されていなかったが、2015年より38系統となった。
- 2020年4月1日より西神営業所が担当となった。

三木市のバス交通の見直しにより、路線バス、コミュニティバス、直通バスの区分をなくし全てのバスを一般路線バスとして運行することとなり、2015年9月にそれぞれ運行を終えた。
- みっきぃバス

一部の路線のみ担当。神姫ゾーンバス（西神営業所）との共同運行。
- 北播磨総合医療センター直通バス
  - 一部の路線のみ担当。神姫ゾーンバス（西神営業所）との共同運行。

## 車両
三菱ふそうトラック・バス製が多数を占める。
一般路線車については2014年以降、毎年1～2台のペースで新車が導入されている。また、ツーステップ車両は全廃された。淡河車庫に配置される中型車と一部の大型車は神姫ゾーンバスに管理を委託している。
特高車は、恵比須快速で使用される車両が多い。運行当初は三菱ふそう製のみだったが、近年、セレガHD・ガーラHDといったジェイ・バス製の投入が相次いでいる。